# Абрамов, Константин Георгиевич
Константи́н Гео́ргиевич Абра́мов (19 декабря 1883, Богородск — 3 декабря 1961, Уссурийск) — советский зоолог, путешественник, натуралист-охотовед. При его непосредственном участии были организованы одни из первых заповедников Приморского края — Сихотэ-Алинский и Лазовский. Первый директор Сихотэ-Алинского заповедника. По некоторым сведениям, именно по его описанию амурской лайки был принят первый стандарт восточносибирской лайки.

## Биография
Родился в 1883 году в Богородске (ныне Ногинск) Московской губернии в семье мещанина, арендующего шёлкокрасильное заведение. Отец — Георгий Фёдорович Абрамов, мать — Мария. В семье, кроме Константина, было ещё 5 детей: два брата и три сестры. С детства был увлечён природой и дни напролёт пропадал на лесной даче родственников — купцов Федотовых. Но по указанию отца окончил в 1902 году Императорское Московское техническое училище.
Участвовал в деятельности РСДРП, арестовывался 8 раз, сидел в Москве, Баку и других городах. Во время заключения в Баиловской тюрьме знакомится с будущими руководителями страны — Сталиным, Ворошиловым, Орджоникидзе, Вышинским и другими. В 1909 году был выслан в Усть-Сысольск, где продолжил заниматься изучением природы.
В январе 1915 году призван в армию, во время Первой мировой войны служил офицером для поручений; в 1917 году был отстранён от должности за неблагонадёжность. В 1919 году вступил в РККА и демобилизовался в 1922 году, так и не приняв участия в боевых действиях.
В 1923 году переведён в Читу в должности начальника-организатора Дальневосточной поверочной палаты мер и весов, которая 10 июня 1924 года переезжает во Владивосток. Живя во Владивостоке, вступает в Общество изучения Амурского края, знакомится с Арсеньевым.
В 1928 году назначен руководителем экспедиции по изучению пятнистого оленя. После под его руководством проведено ещё несколько экспедиций по изучению животного мира Сихотэ-Алиня. 
В 1932 -1933 гг. возглавляет Московскую охотопромысловую экспедицию Всесоюзной научно-исследовательской станции охотоведения, в состав которой входили специалисты-зоологи и охотоведы. Экспедиция работала в Приамурье и северных частях хребта Сихотэ-Алинь. В 1933 году оставляет работу в Палате мер и весов.
В 1934—1935 годах занимался работой по организации Сихотэ-Алинского и Судзухинского (ныне Лазовский) заповедников. В 1934 назначен директором существовавшего только на бумаге Сихотэ-Алинского заповедника. В 1935 году стал директором Судзухинского филиала Сихотэ-Алинского заповедника, откуда в августе 1937 года его переводят на должность заместителя директора по научной работе в Сихотэ-Алинский заповедник. С неё он уходит по собственному желанию через год и отправляется на лечение в Крым, а потом в Москву.
По возвращении из Москвы в июне 1939 года занялся исследованиями промысловой лайки в нижнем течении Амура. В 1944 году вновь вернулся в Приморье — на это раз на должность директора Комаровского заповедника, откуда ушёл в марте 1948 года из-за конфликтов с руководством и заведённого на него уголовного дела. 
Перешёл на должность научного сотрудника в Дальневосточное отделение АН СССР, откуда был уволен в 1949 году. В 1951 году после письма московских профессоров-зоологов (среди которых были Гептнер и Формозов) президенту АН СССР Несмеянову ему снова было предоставлено место в ДВО АН СССР. В 1959 году после болезни и потери зрения ушёл на пенсию.
Умер 3 декабря 1961 года в Уссурийске от сердечного приступа, похоронен в Уссурийском заповеднике, на берегу речки Комаровки.

## Вклад в науку
При его непосредственном участии были организованы одни из первых заповедников Приморского края — Сихотэ-Алинский и Лазовский.
Считается, что по его описанию амурской лайки был принят первый стандарт восточносибирской лайки. Но некоторые считают, что с этим утверждением трудно согласиться, если сравнить текст временного стандарта с описанием Константина Георгиевича.

## Память
В июле 2006 года Решением Правительства РФ имя Абрамова было присвоено Сихотэ-Алинскому государственному природному биосферному заповеднику.
Именем Абрамова назван ключ в Лазовском заповеднике.

## Основные труды
Книги
- Абрамов К.Г. В Зырянском краю. Из моих скитаний по северу. — М.: Издание книжного склада торгашеского дома «С.Курин и Ко», 1914. — 138 с.
- Абрамов К.Г. Пятнистый олень: элементарные сведения по пантовому оленеводству. — Владивосток: Приморский зоопитомник, 1930. — 75 с.
- Абрамов К.Г. Промысловая лайка Приамурья. — Хабаровск: Дальневосточное книжное издательство, 1940. — 40 с.
- Абрамов К.Г. Копытные звери Дальнего Востока и охота на них. — Хабаровск: Хабаровское книжное издательство, 1954. — 128 с.
- Абрамов К.Г. Копытные звери Дальнего Востока и охота на них. ─ Владивосток : Приморское кн. изд-во, 1963. ─ 132 с.[13]

Статьи
- Абрамов К.Г. Проблема крестьянского оленеводства в Приморье // Пушное дело : журнал. — 1929. — № 10.
- Абрамов К.Г. Некоторые данные о пятнистом олене (Cervus hortulerum S w.) в Приморье // Записки Общества изучения Амурского края. — Владивосток: Общество изучения Амурского края, 1929. — Т. XIX. — С. 51—66.